# Isohypsibius liae
Isohypsibius liae är en djurart som tillhör fylumet trögkrypare, och som beskrevs av Li och Wang 2006. Isohypsibius liae ingår i släktet Isohypsibius och familjen Hypsibiidae. Inga underarter finns listade i Catalogue of Life.